# Leptophobia helena
Leptophobia helena är en fjärilsart som först beskrevs av Lucas 1852.  Leptophobia helena ingår i släktet Leptophobia och familjen vitfjärilar. Inga underarter finns listade i Catalogue of Life.